# Christopher Orr
Pour les articles homonymes, voir Orr.
Christopher Orr, né le 23 avril 1974, est un acteur américain.

## Filmographie
- 1996 : Les Petits champions 3 (D3: The Mighty Ducks) : Rick
- 1996 : Calm at Sunset (TV) : Joseph Pfeiffer
- 1997 : Invasion (TV) : Pitt Henderson
- 2000 : Shaft : Walter's Friend
- 2000 : New York, police judiciaire (Law and Order) (saison 10, épisode 16) : Randy Kush
- 2002 : New York, unité spéciale (saison 3, épisode 16) : Ross McKenzie